# Vineta-Provisorium

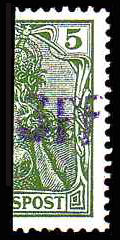
Vineta-Provisorium: Halbierte Briefmarke mit violettem Handstempelaufdruck

Das Vineta-Provisorium war eine Aushilfs-Briefmarke, die ab dem 13. April 1901 auf dem Großen Kreuzer Vineta ausgegeben wurde.

## Entstehungsgeschichte
Wegen des Mangels an 3-Pfennig-Marken an Bord halbierte der Marine-Oberzahlmeister Carl Wegener der Länge nach 300 Stück 5-Pfennig-Marken (Michel-Nr. 55) der Germaniaserie der Reichspost. Die 600 entstandenen Marken wurden mit einem violetten Handstempelaufdruck 3PF versehen und ohne Beanstandung verwendet.
Das Provisorium diente der Versendung von Zeitungen, in denen über die Feier des Geburtstages des Kaisers bei deutschstämmigen Amerikanern in New Orleans, zu der die Schiffsbesatzung eingeladen war, berichtet wurde und die die Seeleute nach Hause schicken wollten. Drucksachenversand sah die Schiffspost eigentlich nicht vor, weshalb keine Marken zu dem dafür gültigen Portowert von 3 Pfennig an Bord waren.
Der Oberzahlmeister hatte zwar in Absprache mit dem Kommandanten, Kapitän zur See Hermann da Fonseca-Wollheim, gehandelt, erhielt aber nicht die nachträgliche Genehmigung des Reichspostamtes, sondern wurde für sein Vorgehen getadelt. Die Herstellung des Provisoriums widersprach den klaren Bestimmungen der Post, wonach im Falle von Markenmangel Barfreimachung zu erfolgen hatte. Die Reichspost erkannte deshalb diese Aushilfsausgabe nicht amtlich an.
Weitere Umstände im Zusammenhang mit dem Provisorium sind dubios. So nahm zum Beispiel der mit der Abstempelung der Marken betraute Obermaat auch mit zwei oder mehreren Markenhälften frankierte Postkarten und Briefe an, obwohl hierfür reguläre Marken zur Verfügung standen. Darüber hinaus fertigte derselbe Mann nach Rückkehr in die Heimat Überdruckfälschungen an und entwertete diese mit dem echten, rückdatierten Schiffspoststempel, zu dem er offenbar noch immer Zugang hatte.

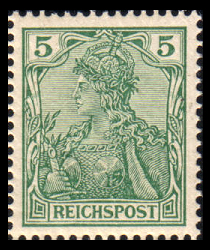
Zum Vergleich: Die ganze Marke
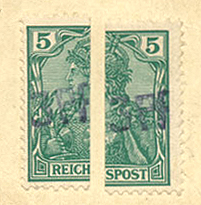
Beide Hälften mit dem Aufdruck 3 Pf
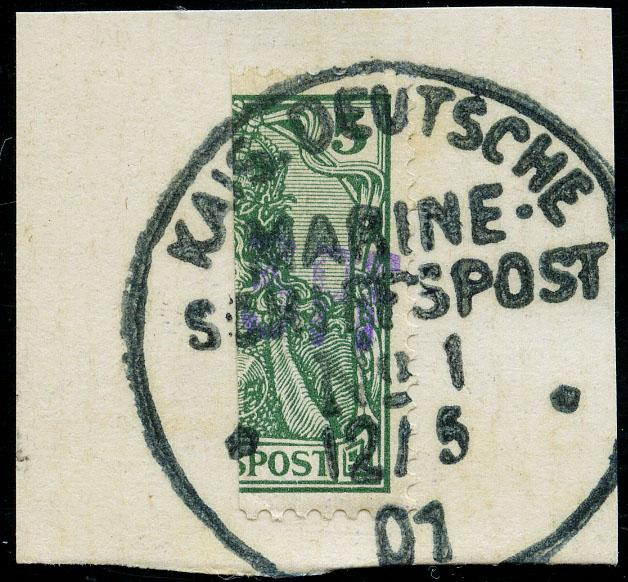
Fälschung

## Rechtliche Folgen
Die kaiserliche Marine-Schiffspost verbot daraufhin Aushilfsausgaben.

## Heutige philatelistische Bewertung

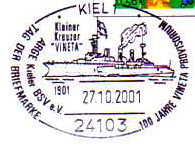
Sonderstempel: Kleiner Kreuzer Vineta / 100 Jahre Vineta Provisorium (hier falsche Bezeichnung als Kleiner Kreuzer)

Das Vineta-Provisorium ist in der Philatelie stark umstritten. Viele halten es für ein Machwerk und nicht für ein anzuerkennendes philatelistisches Objekt. Gleichwohl handelt es sich um eine gesuchte Rarität.
Zu den strittigen Punkten zählt auch, dass der MICHEL-Katalog, der führende Briefmarkenkatalog, dieser Aushilfsausgabe eine eigene Katalog-Nummer der Ausgaben des „Deutschen Reiches“ zugeteilt hatte, obwohl diese eigentlich nur für amtlich bestätigte Marken vorgesehen ist. Daher wurde dem Vinetaprovisorium zwischen den MICHEL-Katalogen 1999 und 2003/2004 der Status als Hauptnummer (‚67‘) entzogen und als Verwendungsvariante (‚A I‘) eingestuft. Seitdem bleiben auch die Versteigerungserlöse hinter den ursprünglichen Erwartungen bzw. den Ausrufen zurück. Im November 2009 wurde auf einer Auktion bei einem Ausruf von 3.000 Euro der Zuschlag bei 3.300 Euro erteilt, die Bewertung laut Katalog lag zu diesem Zeitpunkt bei 10.000 Euro.
Auch die Einteilung der Marke in das Sammelgebiet „Deutsches Reich“ ist unter Sammlern umstritten und es herrscht die Meinung, die Marke gehöre zum Sammelgebiet „Deutsche Auslandspostämter und Kolonien“ oder „Deutsche Schiffspost im Ausland“.
Das bislang einzige bekannte Exemplar mit kopfstehendem Aufdruck erlöste auf einer Versteigerung des Auktionshauses Corinphila in Zürich vom 6. Juni 2002 75.000 Schweizer Franken, die parallel versteigerten „normalen“ Exemplare zwischen 5.000 und 17.000 Schweizer Franken.